# Epicypta scutellata
Epicypta scutellata är en tvåvingeart som beskrevs av Loïc Matile 1973. Epicypta scutellata ingår i släktet Epicypta och familjen svampmyggor. Inga underarter finns listade i Catalogue of Life.